# Cyclone Indlala
Le cyclone Indlala est un cyclone tropical qui a causé d'importants dégâts à Madagascar en mars 2007. 12ème système tropical, 9ème tempête nommée et 5ème cyclone tropical intense de la saison cyclonique 2006-07 du sud-ouest de l'océan Indien, Indlala devient une dépression tropicale le 3 mars 2007. Indlala est devenu une dépression tropicale le 6 mars dans une région favorable à la formation de cyclones tropicaux et s'est s'intensifié régulièrement. Elle est rehaussée en tempête tropicale modérée le 12 mars et une tempête tropicale sévère le jour suivant un cyclone tropical le 13 mars. Il est enfin requalifié en cyclone tropical intense après avoir atteint une vitesse maximale des vents de 250 km/h, peu avant de pénétrer dans les terres malgaches par le nord-est.
La tempête cause la mort de 150 personnes à Madagascar, et 126 personnes ont également été portées disparues. Environ 125 000 personnes furent directement touchées par la tempête par de graves inondations causant des dégâts très importants à l'intérieur des terres, des vents violents, l'onde de tempête qui a frappé les zones côtières. À Maroantsetra, toute la région fut inondée, ainsi que 90 % des villages environnants. C'est l'une des régions les plus touchées. 10 % des maisons en béton et 35 % des maisons en bois traditionnelles ont été détruites. Le coût total des dégâts s'élevèrent à 240 millions de $US.

## Évolution météorologique
Indlala provient d'un vaste système dépressionnaire lié à la mousson formé le 3 mars 2007, vers 14,9 ° N, 61,8 ° N. Le système dépressionnaire commence à s'intensifier avec la convection profonde se développant autour du centre de circulation le 11 mars. Il commence ensuite à se déplacer vers l'ouest et son centre devient de mieux en mieux défini. Le flux entrant à bas niveau dans le système était favorable au développement de cyclones tropicaux, mais la divergence au niveau supérieur était faible. Le système a alors été reclassé  et nommée dépression tropicale Douze lors d'une augmentation de la convection et d'un centre bien-défini.
Cependant, dans les 12 heures, il est entré dans une zone de fort cisaillement avec des vents, exposant la zone située au nord-est de la circulation du système. Le système se réorganise ensuite et s'intensifie à nouveau régulièrement. Le 12 mars, le système est reclassé en tempête tropicale modérée. Indlala continue à s'intensifier et plus tard ce même le 12 mars, devient une tempête tropicale sévère. Restant dans une zone de développement favorable, son œil commence à être bien visible sur des images satellites. Le lendemain, Indlala est reclassé comme cyclone tropical.
Un œil bien défini persista tandis que la tempête s'intensifiait toujours régulièrement. Elle a continué à se déplacer vers l'ouest, puis a dérivé à l'ouest-sud-ouest en périphérie nord-est d'une crête subtropicale vers une zone d'affaiblissement de cette dernière située au-dessus de Madagascar. Le flux sortant au sommet des nuages est resté fort et la convection s'est organisée en bandes autour du centre, prouvant que le cyclone est resté puissante.
Le 14 mars, la tempête est rehaussée au niveau de cyclone tropical intense, ayant toutes les caractéristiques d'un système bien développé et fort. Indlala dérive ensuite vers le sud-ouest et atteint sa pression atmosphérique centrale minimale de 935 hPa le 14 mars. Indlala, désormais à son intensité maximale, n'était plus qu'à quelques kilomètres des côtes malgaches.
Le 15 mars, la tempête, alors cyclone tropical intense, atteint la presqu'île de Masoala. À peine Indlala a-t-il touché les côtes, qu'il est déclassé en tant que simple cyclone tropical, la zone au nord de du centre du cyclone étant désormais sans nuages. Indlala se dirige ensuite vers le sud, dans les terres, et se dissipe le 18 mars.

## Impacts

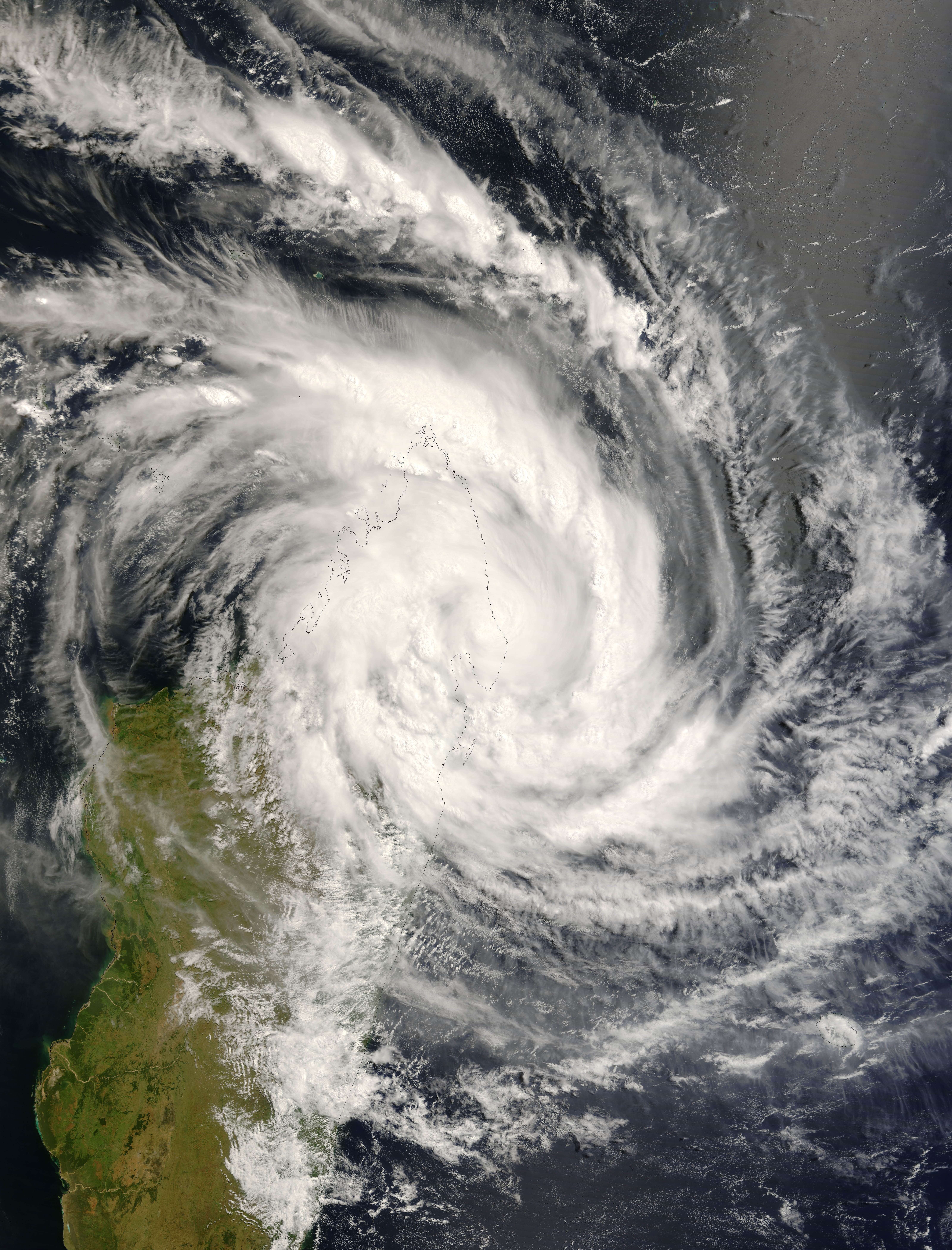
Le cyclone Indlala pénètre à Madagascar le 15 mars.

Indlala a eu de graves conséquences. Quatre-vingt-huit (88) personnes ont perdu la vie et 125 000 ont été directement touchées par la tempête. La plus grande partie de l'île a été affectée par Indlala. Les régions de Diana, Sava, Sofia, Boeny, Betsiboka, Alaotra-Mangoro, Atsinanana, Analanjirofo, Vatovavy-Fitovinany, Atsimo-Atsinanana et Maroantsetra ont été les plus durement touchées.
Toute la région de Maroantsetra a été inondée, ainsi que 90 % des villages environnants. À Antalaha, toute la population a été directement affectée : 10 % des maisons en béton ont été complètement détruites ainsi que 35 % des maisons traditionnelles en bois. La plupart des cultures agricoles furent perdues. Dans cette région, la quasi-totalité de l'eau fut contaminée et le risque de fièvre dengue par arbovirose fut élevé pour les personnes sinistrées et sans eau potable.
La majeure partie de la région d'Analanjirofo a aussi été inondée et toutes les cultures de riz et de vanille ont été détruites. À Diana, 9 000 personnes ont été évacuées à la suite du cyclone et de hautes vagues ont frappé les zones côtières, provoquant des inondations dévastatrices. À Sofia, 6 000 personnes ont été évacuées et restèrent sinistrées, bien que les inondations n'aient pas été un problème majeur. Les autres régions ont été moins touchées par les inondations et les dégâts causés par le vent, bien que certaines zones aient également été gravement endommagées,. 3 600 maisons ont été complètement détruites, ainsi que des dizaines de bâtiments du gouvernement. À Ambanja, un glissement de terrain a tué 20 personnes, dont six enfants dans une école.
Les conséquences pour l'agriculture ont été elles aussi très importantes. 77 km2 de cultures rizicoles ont été perdus et 90 % des cultures de vanille ont été détruites. La perte des récoltes a engendré une pénurie alimentaire touchant de nombreuses personnes.
Indlalafut le cinquième cyclone tropical à frapper Madagascar en l'espace d'à peine trois mois. Précédemment, l'île avait été touchée par Bondo, Clovis, Favio et Gamède.

## Épilogue
Après le passage d'Indlala, le Programme alimentaire mondial a distribué 610 tonnes d'aide alimentaire à 115 000 personnes dans les districts nord-est de Maroantsetra et d'Antalaha. Dans le district de Mampikony (Nord-Ouest), le PAM et la Croix-Rouge malgache ont fourni 123,48 tonnes de nourriture à 22 500 personnes. À Ambanja, le PAM a distribué 50 tonnes de denrées alimentaires à 9 000 bénéficiaires. Dans les parties sud-est de Mananjary, il a distribué 679,1 tonnes de nourriture à 120 000 personnes. Le PAM a aussi distribué 250 tonnes de nourriture à environ 50 000 personnes à Vangaindrano. En réponse immédiate au sinistre causé par Indlala, l'ambassade des États-Unis a débloqué 100 000 USD (de 2007) pour les opérations de secours d'urgence.
1 500 tonnes de riz, 400 tonnes de légumineuses et 100 tonnes d'huile végétale furent distribuées par Food For Peace afin de répondre aux besoins immédiats d'environ 130 000 personnes dans les régions sinistrées, soit une valeur de 1,5 million $US (de 2007). Plusieurs subventions moindres ont aussi été versées par diverses organisations en aide aux sinistrés.